# 桑野道路
桑野道路（くわのどうろ）とは、地域高規格道路の阿南安芸自動車道のうち、阿南ICから桑野ICまでの区間のことである。現在は調査区間であり未開通。一般国道55号のバイパスとして扱われる。
前後の徳島南部自動車道、福井道路、そして日和佐道路などと一体となって徳島県南部の高速道路網を構成する。阿南市地域の既存の幹線道路・国道55号は東方面に大幅な迂回を伴っているが、桑野道路を含む高速道路路線は直線性が高い。徳島県が肝煎りで実現を望んでおり、2008年に県は早期実現の意欲を示すため桑野道路を県が担当して整備するとまで踏み込んで発表していたが、2011年4月に国土交通省が事業主体の国直轄整備道路として事業化された。

## 概要
- 起点：徳島県阿南市下大野町渡り上り
- 終点：徳島県阿南市内原町桜木
- 全長：約6.5 km
  - 阿南IC - 長生IC：4.4 km
  - 長生IC - 桑野IC：2.1 km
- 規格：第1種第3級
- 道路幅員：12.0 m
- 車線数：2車線
- 車線幅員：3.5 m
- 設計速度：80 km/h
- 通行料金：無料
- 計画交通量：13,700 台/日

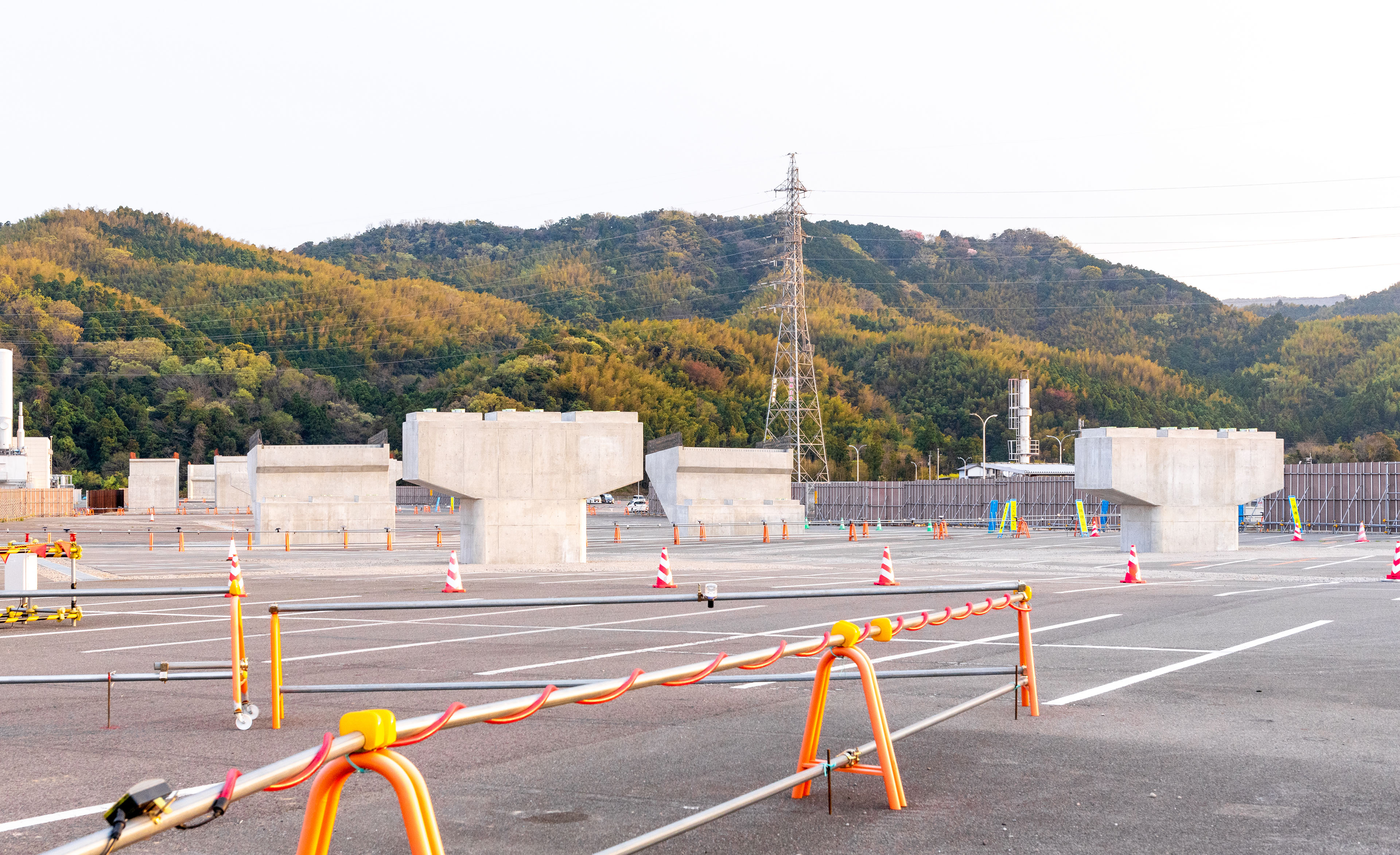
阿南ICから長生IC方面
下大野町

  - (参考) 当道路整備後 - 既存国道55号阿南道路 想定交通量：8,400 台/日

### 整備効果[1]
- 所要時間66 %短縮（阿南IC - 小野IC：従来27分→整備後12分）。
- 既存現道の混雑緩和、安全性・沿道環境向上（国道55号阿南市役所付近、徳島県道24号羽ノ浦福井線上中町交差点等）。
- 渋滞緩和により二酸化炭素排出量5,000 t削減（未整備117.5千 t→整備後112.5千 t、甲子園球場40個分広葉樹林）。
- 緊急搬送時間の短縮（県西部は30分圏達成済）。
  - 第3次医療施設への30分圏：従来25 km（国道195号交差付近）→整備後31 km（小野IC付近）
  - 同60分圏：従来50 km（JR日和佐駅付近）→整備後56 km（牟岐町役場付近）
- 東南海・南海地震による津波被害を回避した避難・緊急物資輸送路確立。
  - 阿南市内の津波浸水想定エリア：橘湾周辺（福井地域、橘地域、見能林地域等）
  - 阿南市内の浸水が想定される交通：国道55号、阿南道路、JR牟岐線等（最大浸水深6 m以上）

## 位置関係
- （松山・高松・鳴門方面） - 徳島南部自動車道 - 桑野道路 - 福井道路 - 日和佐道路 - （美波～牟岐～海部） - 海部野根道路 - （安芸・高知方面）

## 通過市町村
- 徳島県
  - 阿南市

## インターチェンジなど

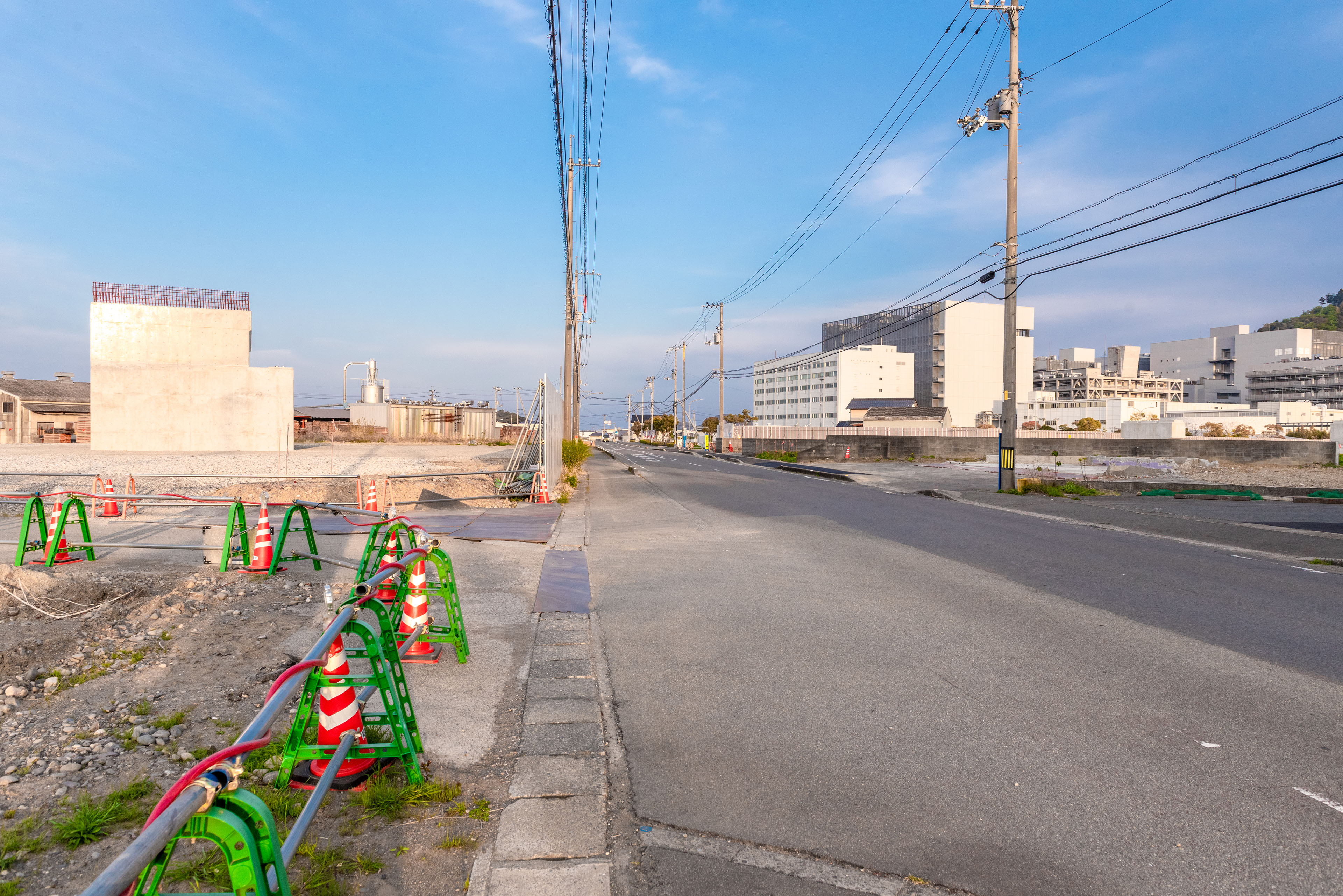
阿南IC建設地

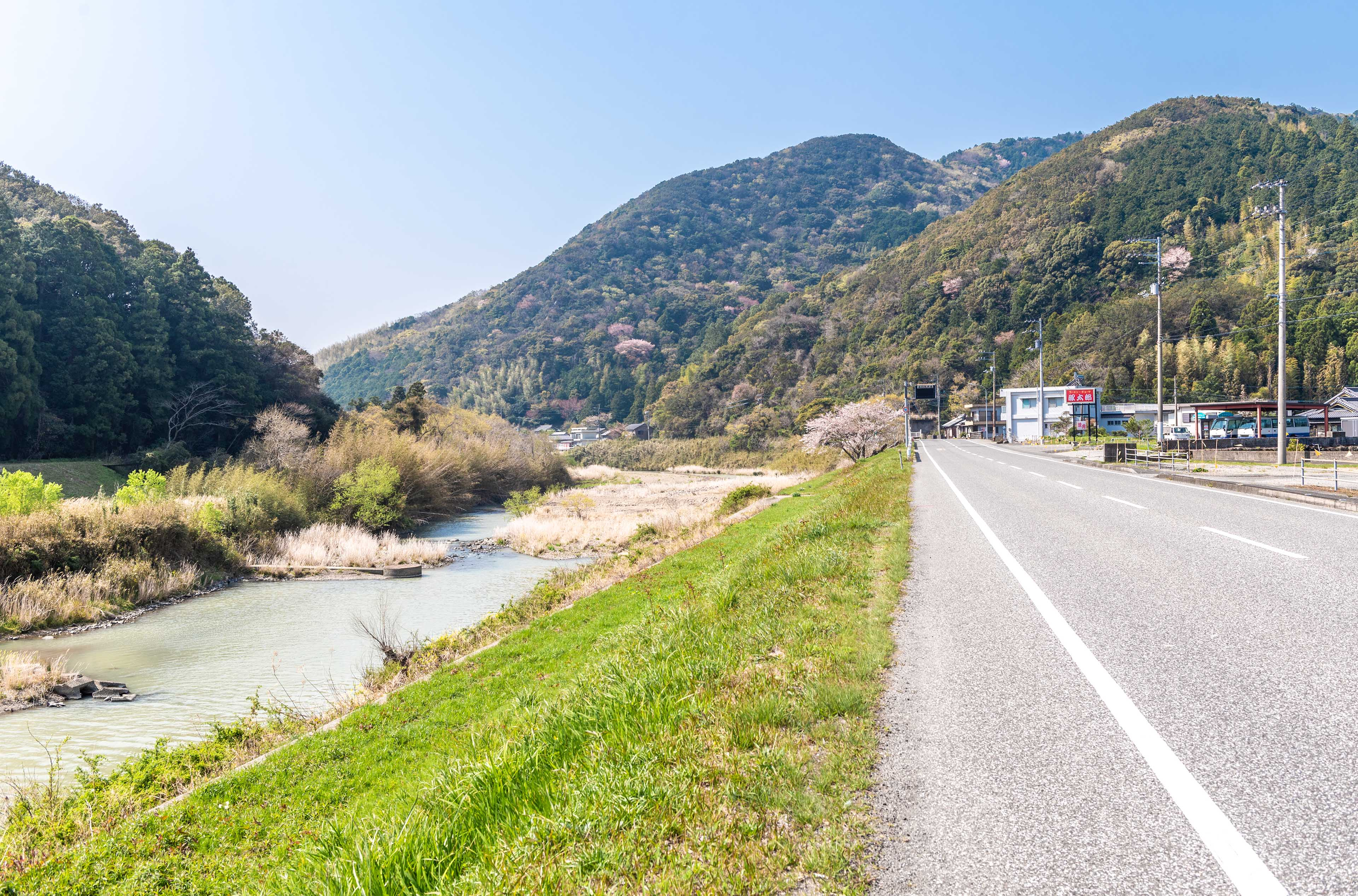
長生IC建設地

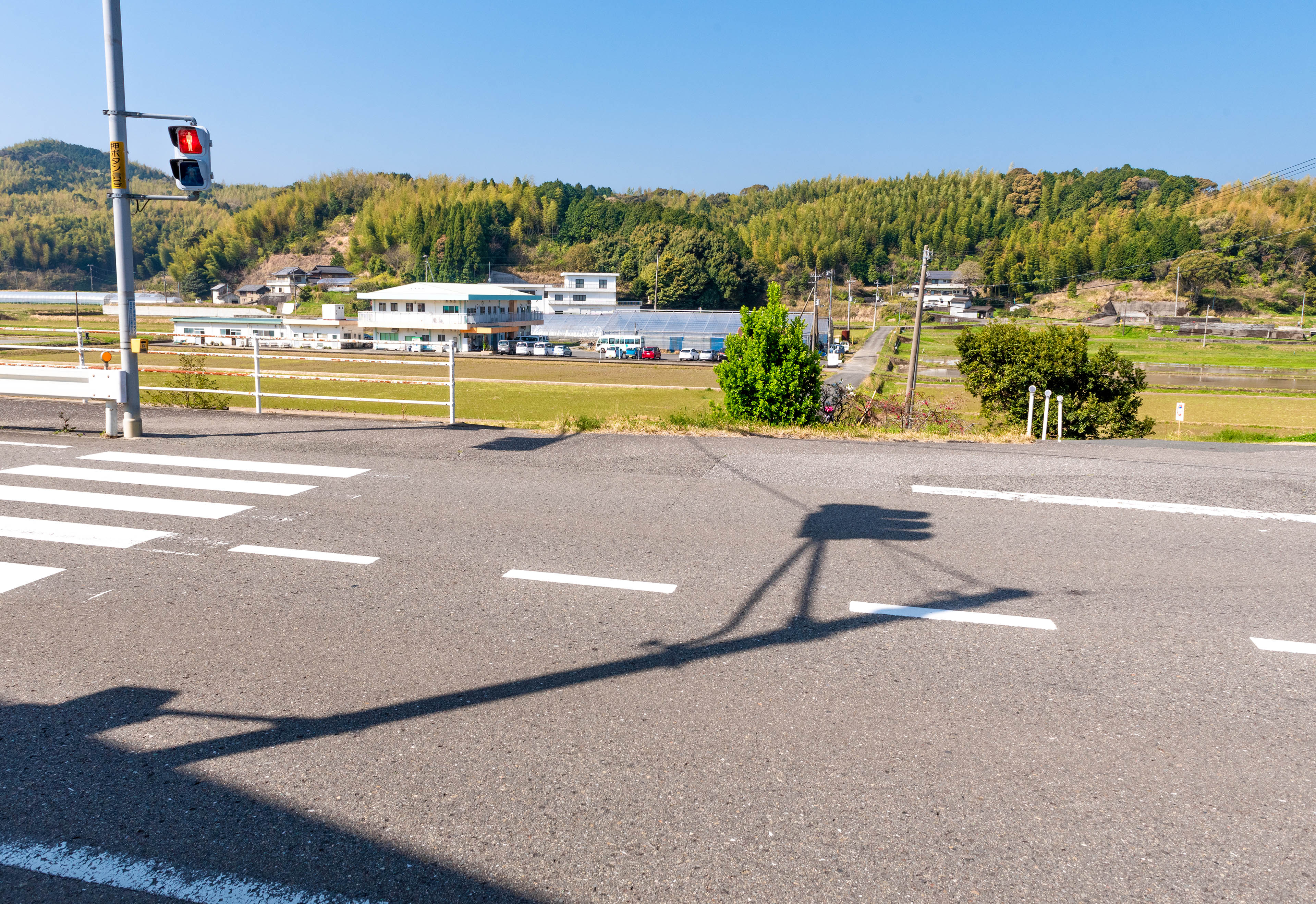
桑野IC建設地

- 施設名欄の背景色が■である部分は施設が供用されていない、または完成していないことを示す。未開通区間の名称は仮称。
- BS（バス停留所）のうち、○は運用中、◆は休止中の施設。無印はBSなし。
- 英略字は以下の項目を示す。
IC：インターチェンジ、BS：バスストップ、TN：トンネル

| IC 番号                       | 施設名 | 接続路線名               | 阿南から (km) | 桑野から (km) | BS | 備考                       | 所在地       | 所在地                  |
| ----------------------------- | ------ | ------------------------ | ------------- | ------------- | -- | -------------------------- | ------------ | ----------------------- |
| E55 徳島南部自動車道 徳島方面 |        |                          |               |               |    |                            |              |                         |
| -                             | 阿南IC | 徳島県道22号阿南勝浦線   | 0.0           | 約6.5         |    | 建設中                     | 徳島県阿南市 | 下大野町                |
| -                             | 第2TN  |                          |               |               |    | L = 1,765 m                | 徳島県阿南市 | 長生町                  |
| -                             | 長生IC | 徳島県道24号羽ノ浦福井線 |               |               |    | ハーフIC（徳島方面出入口） | 徳島県阿南市 | 長生町                  |
| -                             | 第3TN  |                          |               |               |    | L = 1,230 m                | 徳島県阿南市 | 長生町・桑野町 ・内原町 |
| -                             | 桑野IC | 国道195号                | 約6.5         | 0.0           |    |                            | 徳島県阿南市 | 内原町桜木              |
| E55 福井道路 安芸方面         |        |                          |               |               |    |                            |              |                         |

## 主な橋・トンネル

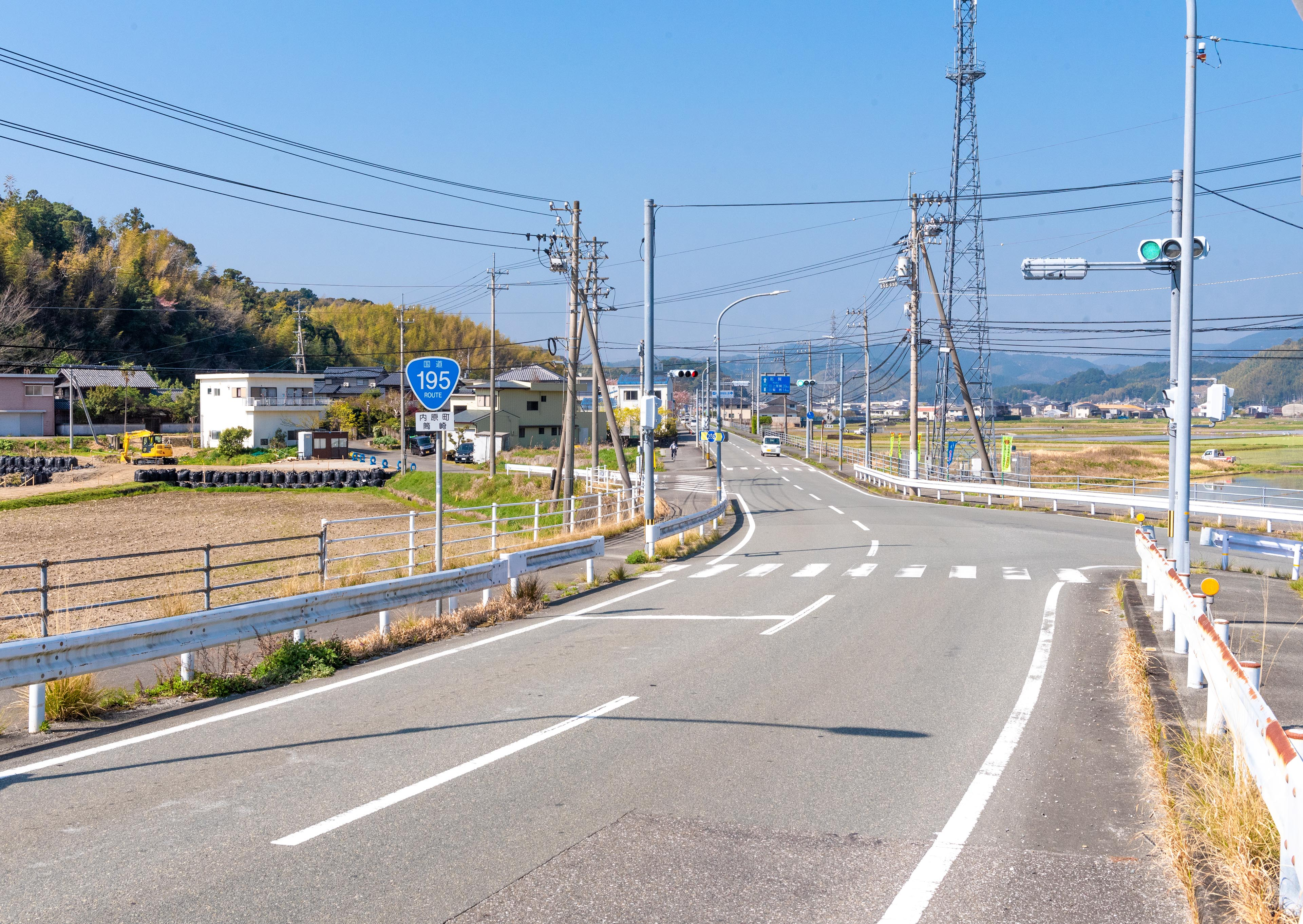
内原高架橋 建設地
交差点のほぼ真上に高架橋が建設される

### 橋
- 阿南IC - 長生IC
  - 下大野高架橋（296 m・徳島県道22号阿南勝浦線）
  - 畑田川橋（67 m・畑田川）
  - 三倉高架橋（400 m）
  - 明谷高架橋（193 m）
- 長生IC - 桑野IC
  - 明谷大橋（96 m ・桑野川）
  - 内原高架橋（368 m・JR牟岐線・国道195号 ・徳島県道286号津乃峰筒崎線）

### トンネル
- 阿南IC - 長生IC
  - 下大野トンネル (720 m)
  - 大谷トンネル (323m)
  - 長生・明谷トンネル (1,228 m)
- 長生IC - 桑野IC
  - 内原トンネル (1,193 m)

## 沿革
- 1994年12月 : 阿南安芸自動車道全体が計画路線に指定。
- 2000年12月20日 : 調査区間に指定。
- 2008年10月14日 : 徳島県の担当で整備すると報道される。
- 2009年11月24日 : 徳島東部都市計画道路変更素案発表。
- 2009年12月 - 2010年1月 : 都市計画変更に関する説明会・素案縦覧・公聴会。
- 2010年4月 : 都市計画決定
- 2011年4月 : 新規整備着手
- 2024年（令和6年）1月15日 : 下大野トンネル掘削開始[2]
- 2024年（令和6年）12月4日 : 長生・明谷トンネル掘削開始[3]
- 2025年（令和7年）5月29日 : 下大野トンネル貫通[4]

## 今後の開通予定
- 未定